# 남광산 요금소
남광산 요금소(南光山料金所, S.Gwangsan TG)는 광주광역시 광산구 산막동에 위치한 광주외곽순환고속도로 본선 상의 요금소이다. 

## 연혁
- 2022년 12월 20일 : 남광산 나들목 ~ 남장성 분기점 구간 개통과 함께 통행개시[1]